# Inistioge
Inistioge est un village en Irlande, situé dans le comté de Kilkenny.

Église d'Inistioge, construite en 1824.